# Peter Wallrave
Peter (Petter) Wallrave, född 1698 i Stockholm, död 27 oktober 1756 i Stockholm var en svensk löjtnant,  målare, tecknare pageritmästare.
Han var son till lanträntmästaren Herman Wallrave och Catharina Köhnman. Wallrave blev student vid Uppsala universitet 1712 och fick möjligen som den något åt yngre vännen Carl Hårleman undervisning i teckning av Gustaf Torshell och stadsarkitekten i Stockholm Göran Josuæ Adelcrantz. Tillsammans med Hårleman reste han på en studieresa till Paris via Nederländerna 1721 där han stannade tills pengarna tog slut 1725. Med hjälp av den svenska agenten Balquerie i Amsterdam kunde han ta sig hem till Sverige där han blev volontär vid fortifikationen. Han blev konduktör vid Skånska brigaden 1731 och löjtnant vid Stockholmsbrigaden 1735. Från den nyinstiftade ritareakademien fick han den första utdelade guldmedaljen 1735 och en interimsfullmakt att undervisa pagerna vid hovet i teckning. Efter Torshells död 1744 fick han en konfirmationsfullmakt som pageritmästare och utnämndes till dessinatörlöjtnant. Förutom vid hovet undervisade han även i teckning vid ritareakademien på slottet. På Hårlemans begäran fick Wallrave 1753 ett fast arvode för sin undervisning och han blev därmed akademiens första avlönade lärare. Enligt CC Gjörwells dödsruna i Swänska Mercurius var Wallrave en av de yppersta ritare som Sverige någonsin haft. Wallrave är representerad vid Nationalmuseum i Stockholm.